# سیارک ۷۱۹۴
سیارک ۷۱۹۴ (به انگلیسی: 7194 Susanrose، نامگذاری:1993SR3) هفت هزار و صد و نود و چهارمین سیارک کشف شده‌است که در ۱۸ سپتامبر ۱۹۹۳ کشف شد.
قدر مطلق سیارک برابر ۳۸.۹ است.